# Stadio Modelo Alberto Spencer Herrera
Lo stadio Modelo Alberto Spencer Herrera (in spagnolo Estadio Modelo Alberto Spencer Herrera) è uno stadio calcistico di Guayaquil, in Ecuador. Ha una capienza di 42 000 spettatori ed è stato costruito nel 1959, per poi subire ristrutturazioni nel 1980 e nel 2001.
È lo stadio dove, nel 1959, si è disputata la seconda edizione del Campeonato Sudamericano de Football.
Nel 2006, alla morte dell'ex calciatore ecuadoriano, Alberto Spencer, lo stadio gli è stato intitolato.
Il 30 novembre 2006 vi tenne un concerto la cantante colombiana Shakira.